# 5593 Jonsujatha
5593 Jonsujatha è un asteroide della fascia principale. Scoperto nel 1991, presenta un'orbita caratterizzata da un semiasse maggiore pari a 2,2714620 UA e da un'eccentricità di 0,0977670, inclinata di 5,31417° rispetto all'eclittica.